# Марр, Джеймс
Джеймс Уильям Слессор Марр (англ. James William Slessor Marr; 9 декабря 1902 — 30 апреля 1965) — шотландский морской биолог и полярный исследователь, руководитель операции «Табарин».

## Биография

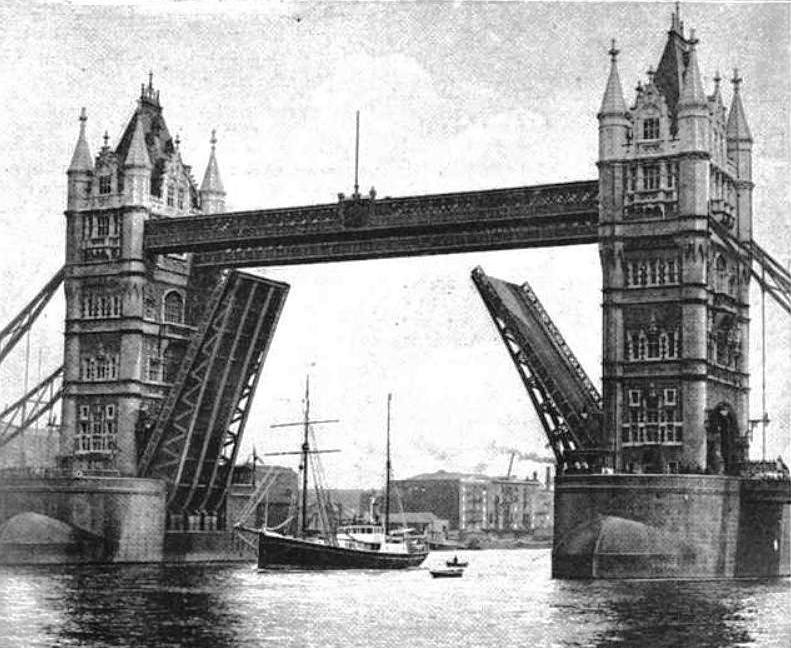
«Квест» проходит Тауэрский мост 17 сентября 1921 года

Джеймс Марр родился в шотландском Кушни (Абердиншир) 9 декабря 1902 года в семье фермера Джона Джорджа Марра и его супруги Джорджины Сазерленд Слессор.
Во время обучения в Абердинском университете Джеймса Марра и Нормана Муни отобрали из десятка добровольцев-бойскаутов для сопровождения Эрнеста Шеклтона в экспедиции Шеклтона — Роуэтта 1921 года на борту «Квест». Муни сошёл на берег на Мадейре, не выдержав морской болезни, а 18-летний Марр проработал до конца экспедиции и заслужил лестные отзывы Э. Шеклтона и Ф. Уайлда. В связи со смертью Шеклтона 5 января 1922 года цель экспедиции достичь моря Уэдделла провалилась.
Вернувшись домой, Марр окончил магистратуру по направлению классического образования и бакалавриат по зоологии. Помимо образования ему приходилось участвовать в мероприятиях по сбору средств, организованных для покрытия долгов экспедиции. Это подразумевало выстаивание в скаутской униформе перед кинотеатром, где выставлялся корабль «Квест». В 1926 году Марр работал в морской лаборатории Карнеги в Абердине, затем принял участие в Британо-Австралийско-Новозеландской исследовательская антарктической экспедиции (BANZARE) под руководством Дугласа Моусона. Марр как морской биолог также позже участвовал в нескольких полярных экспедициях, специализируясь на антарктическом криле.
В 1943 году лейтенант Марр получил звание капитан-лейтенанта и возглавил операцию «Табарин» в период Второй мировой войны. Это была секретная британская кампания по устройству баз и укрепления своих позиций в Британской Антарктике. Марр зазимовал в Порт Локрой в 1944 году, но в декабре вернулся домой по состоянию здоровья. В 1949 году он как старший научный сотрудник поступил на службу в Национальный институт океанографии, проработав в нём до своей смерти в 1965 году. Его 460-страничный труд «Natural History and Geography of Antarctic Krill» опубликован спустя три года после его смерти.
Обнаруженная экспедицией BANZARE в январе 1930 года гора Марр названа в честь учёного.

## Награды
Государственные
- Пряжка[англ.] к Полярной медали (7 сентября 1941) — «за хорошую службу в 1925—1939 годах на королевских исследовательских кораблях Discovery II и William Scoresby»[6].
- Полярная медаль (30 ноября 1954) — «за хорошую службу в Исследованих Фолклендских островов[англ.] в антарктических экспедициях»[7].

Общественные
- Медаль[англ.] У. С. Брюса (1936) — «за работу в южном океане и в особенности за монографию по Южным Оркнейским островам»[8][9].